# クウェート首長国

クウェート首長国
مشيخة الكويت

クウェート首長国（クウェートしゅちょうこく、アラビア語: مشيخة الكويت, ラテン文字転写: Mashīkhat al-Kuwayt、英表記：The Sheikhdom of Kuwait）は、かつてクウェートに存在した首長国である。
1871年から1899年まではオスマン帝国の従属国としてバスラ州に含まれており、1899年に締結されたアングロ・クウェート協定によって1961年までイギリスの保護領となった。この協定は、主にオスマン帝国からの脅威に対する防衛手段で、ムバーラク・ビン・サバーハ・アッ＝サバーハとイギリス領インド帝国の間で締結された。1961年にイギリスから正式に独立したことに伴い、クウェート国となった。

## 歴史

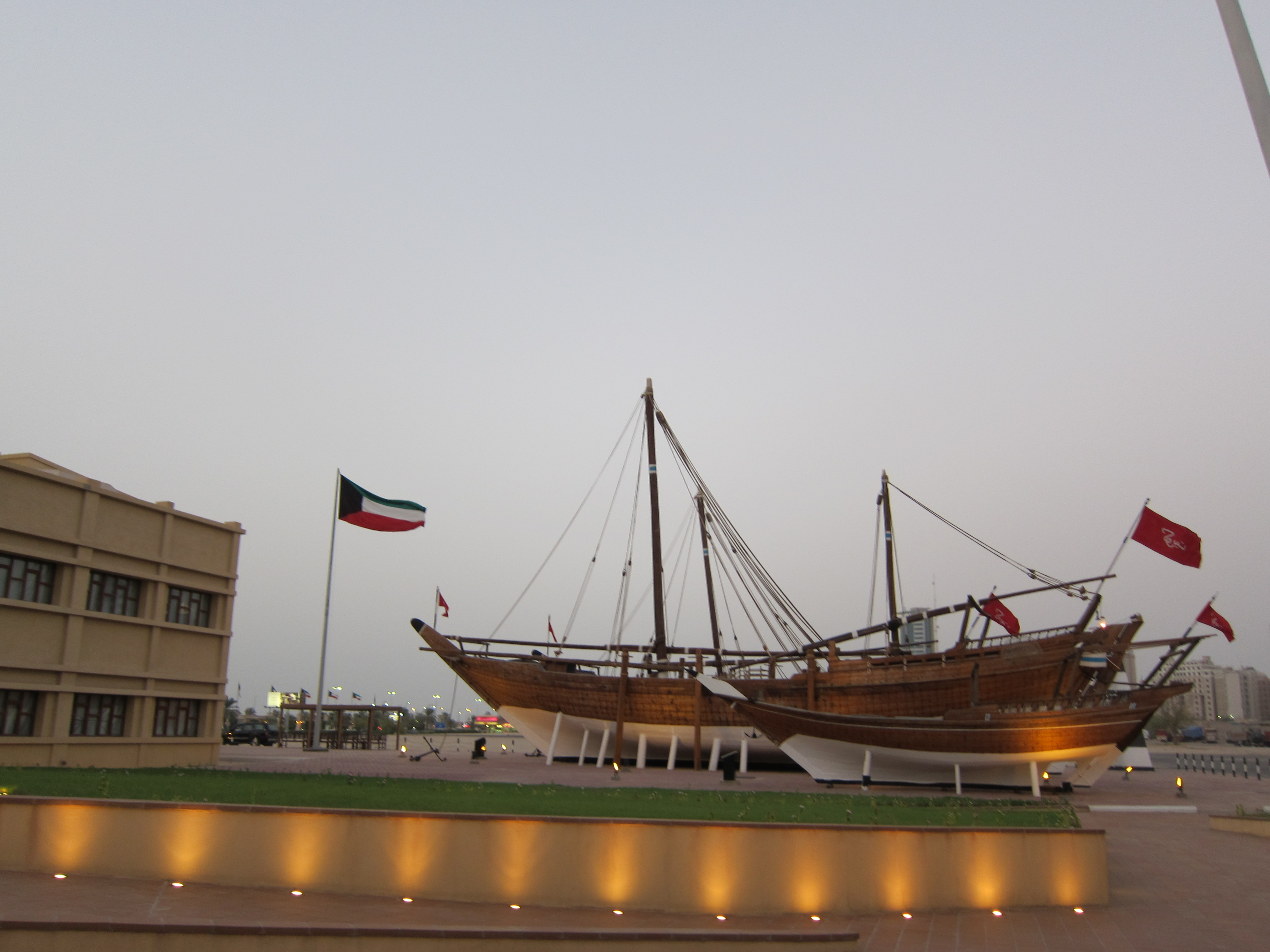
クウェート市のアル・ハシェミ2世海洋博物館

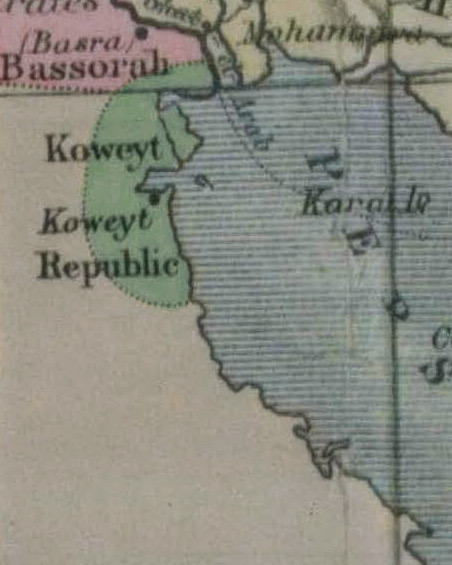
スコットランドの地理学者で地図製作者のアレクサンダー・キース・ジョンストンが作成した 1874 年のクウェートの地図

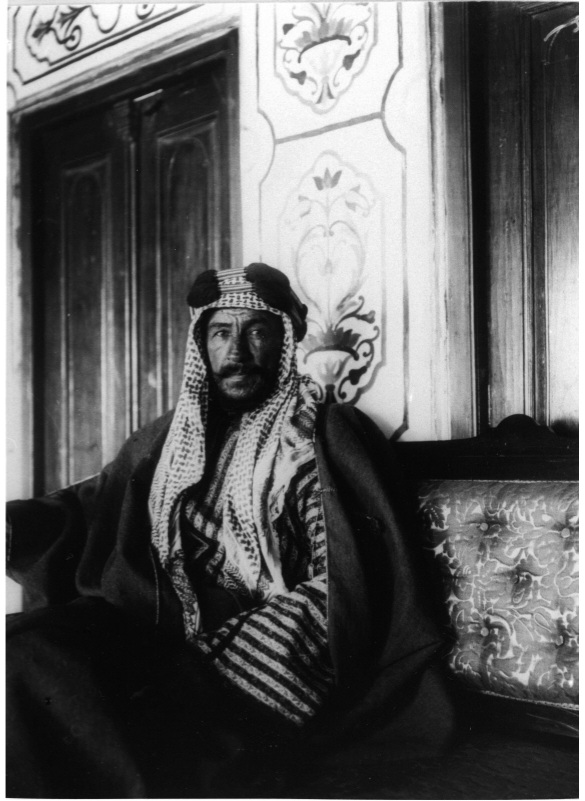
Mubarak al-Sabah 1903